# Cap Omae
Le cap Omae (御前崎, Omae-zaki) est un cap situé dans le sud de la préfecture de Shizuoka au Japon.

## Géographie
Le cap Omae est situé dans le sud-est de la ville d'Omaezaki (préfecture de Shizuoka), au Japon. Il s'avance dans l'océan Pacifique et est bordé au sud par la mer d'Enshū et au nord par la baie de Suruga.

## Le phare

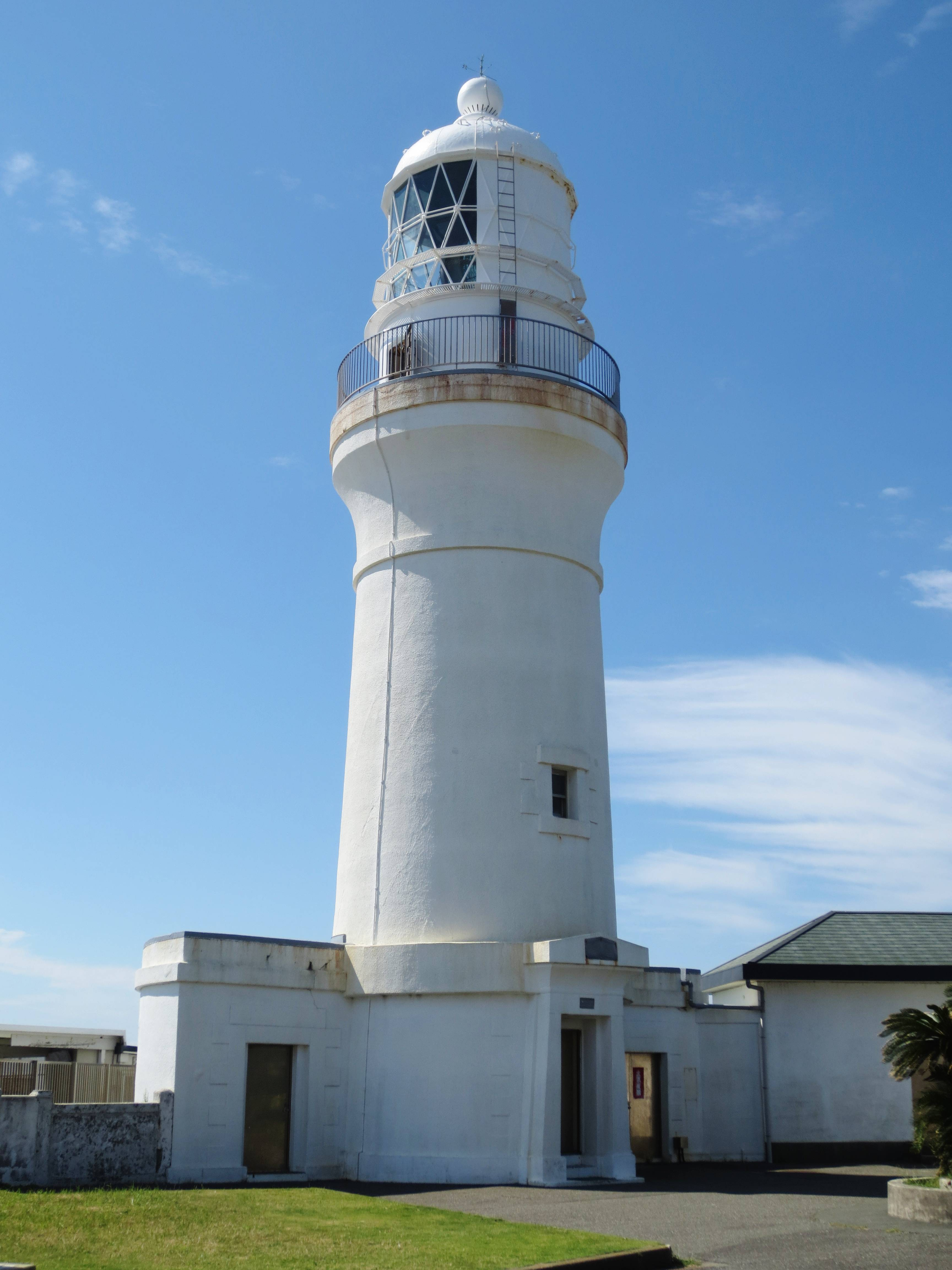
Le phare du cap Omae.

Le phare du cap Omae, haut de 53 m, a été construit en 1874, selon les plans d'un ingénieur écossais, Richard Henry Brunton. Il offre une vue sur l'océan Pacifique, la baie de Suruga, la mer d'Enshū et, lorsque le ciel est bien dégagé, le mont Fuji et les monts Akaishi.